# Defensieve luchtoperatie

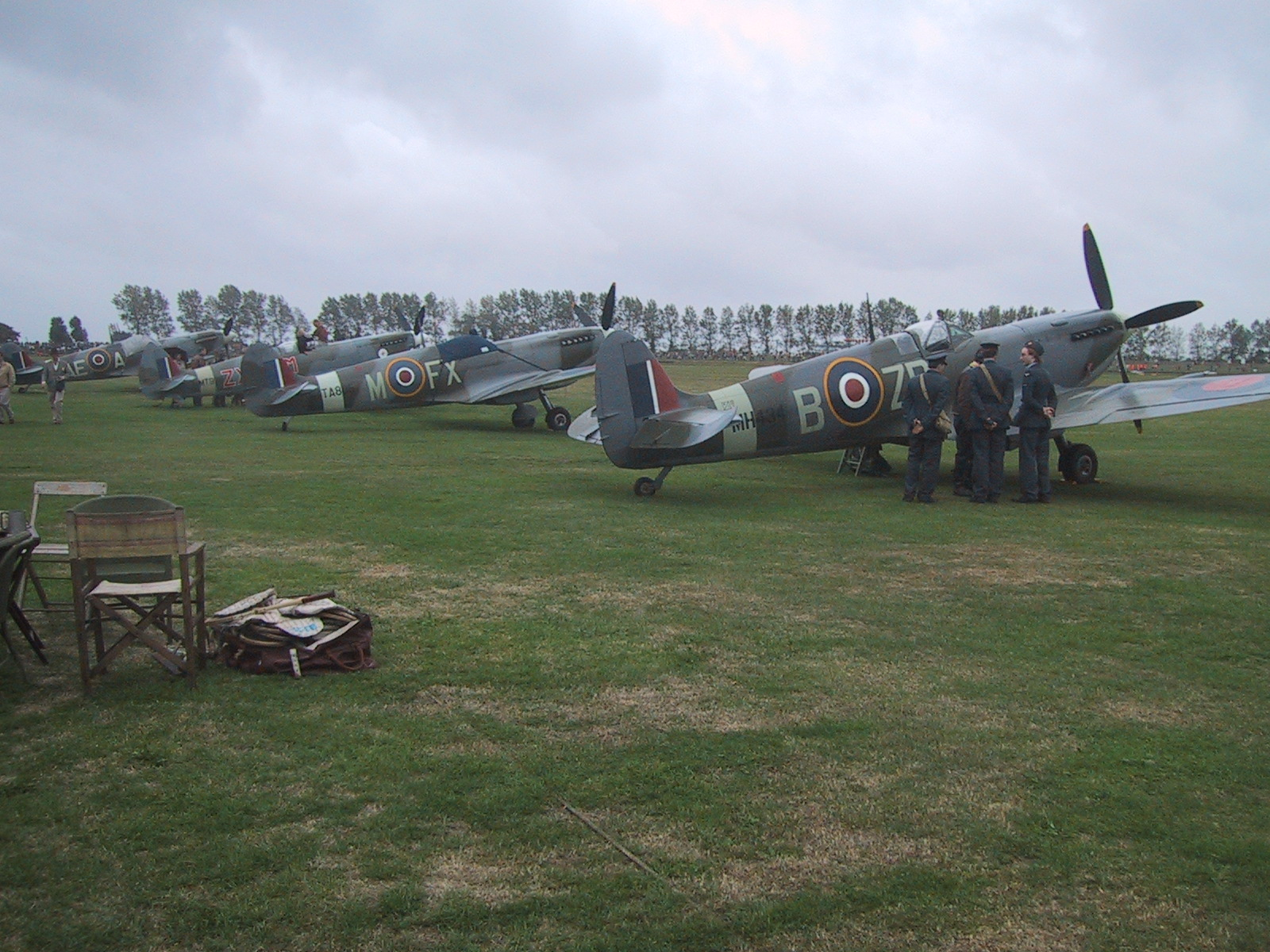
De inzet van onder meer deze Spitfires in 1940 is een voorbeeld van een defensieve luchtoperatie

Onder defensieve luchtoperaties verstaat men luchtverdedigingsoperaties die als doel hebben het tegenhouden, terugdringen of vernietigen van naderende vijandelijke vliegtuigen ter bescherming van de eigen eenheden, de eigen infrastructuur en het eigen grondgebied.
Zij zijn niet alleen gebaseerd op de (air-to-air) inzet van reeds ingezette en vliegende luchtverdedigingsjagers of van jagers die na alarmering de lucht ingestuurd zijn, maar ook op andere luchtverdedigingssystemen (surface-to-air) die vanaf de grond of vanaf schepen tegen waargenomen vijandelijke toestellen kunnen worden ingezet.
Een voorbeeld van defensieve luchtoperaties: de inzet van de RAF tegen de Luftwaffe tijdens de Slag om Engeland.